# Kátia Regina Santos
Kátia Regina Santos, född 31 december 1967, är en friidrottare från Brasilien. Hon deltog vid olympiska sommarspelen 2004.